# Талкара
Талкара́ (каз. Талқара, до 2009 г. — Кра́сный Бор) — аул в Аккольском районе Акмолинской области Казахстана. Входит в состав Урюпинского сельского округа. Код КАТО — 113255600.

## География
Аул расположен в западной части района, на расстоянии примерно 24 километров (по прямой) к западу от административного центра района — города Акколь, в 14 километрах к северо-востоку от административного центра сельского округа — села Урюпинка.
Абсолютная высота — 332 метров над уровнем моря
Климат холодно-умеренный, с хорошей влажностью. Среднегодовая температура воздуха отрицательная и составляет около -3,4°С. Среднемесячная температура воздуха в июле достигает +19,6°С. Среднемесячная температура января составляет около −15,1°С. Среднегодовое количество осадков составляет около 430 мм. Основная часть осадков выпадает в период с июня по август.
Ближайшие населённые пункты: село Ерназар — на востоке, село Радовка — на северо-востоке, село Амангельды — на юго-западе.
Близ аула проходит автодорога областного значения — КС-8 «Новый Колутон — Акколь — Азат — Минское».

## Население
В 1989 году население аула составляло 392 человека (из них русские — 45 %, казахи — 23 %).
В 1999 году население аула составляло 359 человек (180 мужчин и 179 женщин). По данным переписи 2009 года, в ауле проживал 321 человек (169 мужчин и 152 женщины).
| Численность населения | Численность населения | Численность населения |
| 1989                  | 1999                  | 2009                  |
| --------------------- | --------------------- | --------------------- |
| 392                   | ↘359                  | ↘321                  |

## Улицы[7]
- ул. Абылай хана
- ул. Акжайык
- ул. Алии Молдагуловой
- ул. Ахмета Байтурсынова
- ул. Болашак
- ул. Кенесары
- ул. Шамши Калдаякова